# The Owl and the Pussy-cat
The Owl and the Pussy-cat, in deutscher Übersetzung als Der Eul und die Miezekatz, Eulerich und Miezekatz oder auch Der Kauz und die Katze bekannt, ist ein erstmals 1870 erschienenes Nonsense-Gedicht von Edward Lear. Es zählt heute zu den bekanntesten Gedichten in englischer Sprache.
| The Owl and the Pussy-cat The Owl and the Pussy-cat went to sea In a beautiful pea-green boat, They took some honey, and plenty of money, Wrapped up in a five-pound note. The Owl looked up to the stars above, And sang to a small guitar, ‘O lovely Pussy! O Pussy my love, What a beautiful Pussy you are, You are, You are! What a beautiful Pussy you are!’ Pussy said to the Owl, ‘You elegant fowl! How charmingly sweet you sing! O let us be married! too long we have tarried: But what shall we do for a ring?’ They sailed away, for a year and a day, To the land where the Bong-tree grows And there in a wood a Piggy-wig stood With a ring at the end of his nose, His nose, With a ring at the end of his nose. ‘Dear pig, are you willing to sell for one shilling Your ring?’ Said the Piggy, ‘I will.’ So they took it away, and were married next day By the Turkey who lives on the hill. They dined on mince, and slices of quince, Which they ate with a runcible spoon; And hand in hand, on the edge of the sand, They danced by the light of the moon, The moon, They danced by the light of the moon. |

## Inhalt
Die drei Strophen des Gedichts erzählen von der Liebe zwischen einer Eule und einer Miezekatze. Das ungewöhnliche Paar packt etwas Honig sowie eine Menge Geld ein und sticht in einem erbsengrünen Boot in See. Nachdem die Eule das Kätzchen, das schöne Kätzchen, mit der Gitarre bezirzt hat, beschließen die beiden, zu heiraten, doch haben sie keinen Ring. Daher steuern sie das Land an, wo der „Bong-Baum“ wächst, kaufen einem Schwein seinen Nasenring ab und werden in der dritten Strophe von einem Truthahn getraut. Zum Hochzeitsmahl verspeisen sie mince (eine Art Haschee) und Quitten, und zwar mit einem „runziblen“ („runcible“) Löffel, und tanzen schließlich im Mondenschein am Strand, Hand in Hand.

## Entstehung und Werkzusammenhang
Lear schrieb das Gedicht im Dezember 1867, den er wie schon die beiden vorigen Winter im südfranzösischen Cannes verbrachte. Er schrieb es für die damals dreijährige Janet Symonds, die Tochter des Kunsthistorikers John Addington Symonds und seiner Gemahlin Catherine Symonds (die den Dichter schon seit ihren Kindesjahren kannte); wie Lear verbrachte die Familie Symonds den Winter an der Côte d’Azur. Am 14. Dezember vermerkte Lear in seinem Tagebuch, dass der kleinen Janet nicht wohl sei, und überhaupt „alles traurig“ (‘Their little girl is unwell - & all is sad.’), am 18. des Monats dann, dass er ihr zur Aufmunterung ein bebildertes Gedicht (‘picture poem’) geschrieben habe – nämlich The Owl and the Pussy-cat. Der Verbleib dieses Manuskripts ist ungeklärt, seit es 1937 von Janet Vaughan (einer Nichte Janet Symonds’) zugunsten des Rotkreuz-Einsatzes im Spanischen Bürgerkrieg versteigert wurde. Zumindest die Illustrationen aus Lears Feder sind der Nachwelt aber erhalten geblieben, da sie 1911 in der von der Lady Constance Strachey (einer Schwiegertochter von Catherine Symonds) besorgten Auswahlausgabe Queery Leary Nonsense reproduziert wurden. Im Druck erschien The Owl and the Pussy-Cat erstmals 1870 in der auf Kinder und Jugendliche zugeschnittenen  amerikanischen Zeitschrift Young Folks, ein Jahr darauf erschien es dann auch in Großbritannien in Lears erstem Sammelband Nonsense Songs, Stories, Botany and Alphabets, hier prominent als erstes der darin versammelten Gedichte und Erzählungen platziert.
In Lears nachgelassenen Schriften findet sich ein unvollendet gebliebener Entwurf für eine Fortsetzung des Gedichts, die von den Nachkommen des verliebten Paars berichtet; sie wurde erstmals 1938 unter dem Titel The Children of the Owl and the Pussy-Cat von Lears Biograph Angus Davidson veröffentlicht. Demnach sind die Söhne des Paars eher eulenhaft, die Töchter hingegen eher katzenartig geraten, doch essen alle am liebsten Mäuse. Sie leben mit dem mittlerweile verwitweten Eulenvater an der Ostküste Kalabriens.

## Rezeption

### Popularität in Großbritannien und darüber hinaus
The Owl and the Pussy-cat ist heute eines der bekanntesten und beliebtesten Werke der englischen Literatur; einer anlässlich des National Poetry Day im Jahre 2014 durchgeführten Erhebung zufolge ist es noch vor Twinkle, Twinkle, Little Star, Humpty Dumpty und Jabberwocky der populärste Kinderreim im Vereinigten Königreich. Es erfreut aber auch ältere Semester und wird insbesondere auf Hochzeiten häufig rezitiert. Vom jugoslawischen Diktator Josip Broz Tito ist bekannt, dass er das Gedicht noch in volltrunkenem Zustand in passablem Englisch auswendig aufsagen konnte.
Das Gedicht wurde bereits in mehr als 100 Sprachen übersetzt bzw. übertragen. Zu den deutschen Übersetzern Lears zählen Grete Fischer (Der Eul und die Miezekatz, 1965), Hans Magnus Enzensberger (Der Kauz und das Kätzchen, 1977) und Josef Guggenmos (Eulerich und Miezekatz, 1978). Le Hibou et le Poussiquette, eine freie Übersetzung ins Französische von Francis Steegmuller, wurde 1961 ein unerwarteter Bestseller in den Vereinigten Staaten (nicht aber in Frankreich) und brachte dem bis dahin vor allem als Flaubert-Spezialisten bekannten Steegmuller genug Tantiemen ein, um sich einen Rolls-Royce zulegen zu können. Diese Version weicht in einigen Details vom Original ab, so ist etwa das Boot der Verliebten nicht etwa erbsengrün, sondern kanariengelb, und statt in einer Fünf-Pfund-Note wickeln sie ihr Geld in einem Kreditbrief ein, aber wie bei Lear tanzen sie am Ende au clair de la lune.

### Literarische Bearbeitungen: Parodien, Sequels und Prequels
Eine Parodie auf The Owl and the Pussy-Cat findet sich mutmaßlich in Lewis Carrolls Alice’s Adventures in Wonderland („Alice im Wunderland“). Caroll und Lear, die beiden herausragenden Vertreter der englischen Nonsense-Literatur, reüssierten etwa zur gleichen Zeit, wahrten aber augenscheinlich Abstand zueinander. Obwohl sie teils in den gleichen Zirkeln verkehrten (insbesondere unter den Präraffaeliten), gibt es keinen Hinweis darauf, dass die beiden sich je getroffen hätten, und auffälligerweise erwähnen sie einander in ihren gesammelten Schriften nicht ein einziges Mal. Eine verklausulierte Referenz mag aber das Gedicht ’Tis the Voice of the Lobster darstellen, das Alice im zehnten Kapitel zu ihrer eigenen Verwunderung gegenüber dem Greifen und der „falschen Schildkröte“ rezitiert – eigentlich hatte sie der Greif aufgefordert, ’Tis the Voice of the Sluggard aufzusagen, eines der bekanntesten der notorisch humorlosen und moralinsauren Werke des Hymnendichters Isaac Watts (1674–1748), doch stattdessen hört sich Alice sehr merkwürdige Verse über einen eitlen Hummer aufsagen, der Haie unausstehlich findet, sich aber nur bei Ebbe traut, das auch zu sagen. In der ersten Ausgabe von Alice’s Adventures von 1865 bricht Alice ihren Vortrag noch nach den beiden ersten Zeilen der zweiten Strophe ab, die in dieser ursprünglichen Fassung noch davon berichten, wie sich eine Eule und eine Auster im Garten des Hummers einfinden und gemeinsam eine Pastete verzehren; in der siebenten Ausgabe von 1886 ersetzte und ergänzte Caroll an dieser Stelle dann einige Zeilen, die einige Ähnlichkeiten zu The Owl and the Pussy-Cat aufweisen, wobei insbesondere auffällt, dass sich die Eule nun nicht mehr mit einer Auster ihr Mahl teilt, sondern mit einem Panther, also einer ganz besonders formidablen Miezekatze (in der nachfolgenden, ansonsten recht originalgetreuen Übersetzung von Christian Enzensberger ein Leu):
| | |
| I passed by his garden, and marked, with one eye, How the Owl and the Panther were sharing a pie: The Panther took pie-crust, and gravy, and meat, While the Owl had the dish as its share of the treat. When the pie was all finished, the Owl, as a boon, Was kindly permitted to pocket the spoon; While the Panther received knife and fork with a growl, And concluded the banquet by --- | Ich besuchte ihn einst: hinter einer Tapete Aß der Kauz mit dem Leu da eine Pastete: Und zwar aß der Leu Fleisch, Kruste und Soß, Und dem Kauz blieb die leere Schüssel zum Trost. Die Pastete war fort und der Leu ward spendabel: Er vermachte dem Kauz zur Erinn’rung die Gabel; Er selbst griff zum Messer, und dann, mit pardauz! Beschloß er das Mahl wohlgemut mit dem --- |

Zahlreiche weitere Autoren haben Lears Träumerei über den Eulerich und die Miezekatze aufgegriffen und ausgeschmückt, darunter mit Beatrix Potter und Julia Donaldson zwei der erfolgreichsten britischen Kinderbuchautorinnen des 20. respektive 21. Jahrhunderts. Potter erläuterte in ihrer Erzählung The Tale of Little Pig Robinson (1930), wie das Schwein in das Land, wo der Bong-Baum wächst, gekommen ist: es wird auf ein Segelschiff entführt und ist für die Schlachtung vorgesehen, entgeht dem Kochtopf aber mit Hilfe einer freundlichen Schiffskatze und flieht mit einem Beiboot von Bord. Donaldson, die in Deutschland vor allem für ihre Bücher über den „Grüffelo“ bekannt ist, berichtete in The Further Adventures of the Owl and the Pussy-cat (2013) von den Abenteuern, die das Brautpaar nach der Hochzeit noch durchzustehen haben, als ihr Ehering gestohlen wird; auf der Jagd nach dem Dieb begegnen Eulerich und Miezekatze mehreren Figuren aus anderen Gedichten Lears, unter anderem dem Dong mit der leuchtenden Nase und dem Poppel, der keine Zehen hat. Weitere bzw. andere Heldentaten der Frischvermählten schilderte Eric Idle (bekannt als Mitglied der Komikerkombo Monty Python) in The Quite Remarkable Adventures of the Owl and the Pussycat, erschienen 1996 sowohl als Kinderbuch wie auch als Hörbuch mit Gesangseinlagen von Idle selbst und Programmmusik von John Du Prez.

### Vertonungen
Lears Gedicht wurde mehrfach vertont. Zu nennen sind unter anderem die Bearbeitungen von Mátyás Seiber (1953) und Igor Strawinskys in Zwölftontechnik gehaltenes Arrangement für Flöte, Gitarre und Cello nebst Sprechgesang (1967), das zugleich seine letzte Komposition (also seinen „Schwanengesang“) darstellt.
Die Performance-Künstlerin und Musikerin Laurie Anderson vertonte das Lear-Gedicht und stellte es als Lied "Beautiful Pea Green Boat" an die erste Stelle der B-Seite ihres Albums "Bright Red" namens "Tightrope".
Das Royal Opera House gab anlässlich des 200. Geburtstags von Edward Lear eine Opernfassung in Auftrag. Das Libretto schrieb der Komiker Terry Jones (ebenfalls einst Mitglied von Monty Python), die Musik Anne Dudley. Uraufgeführt wurde das Werk im Sommer 2012 im Rahmen des Kulturprogramms der Olympischen Sommerspiele auf einem auf der Themse kreuzenden Schiff.

### Ausgaben
The Owl and the Pussy-cat findet sich unter anderem in der umfänglich annotierten modernen Standardausgabe der Gedichte Lears:
- Edward Lear: The Complete Verse and Other Nonsense. Hrsg. von Vivien Noakes. Allen Lane, London 2001; Neuausgabe im Taschenbuchformat unter dem Titel The Complete Nonsense and Other Verse. Penguin, London 2002.

Zu den Übertragungen des Gedichts ins Deutsche zählen:
- Der Eul und die Miezekatz. Übersetzt von Grete Fischer. In: „Wie nett, Herrn Lear zu kennen.“ Reime und Geschichten von Edward Lear. Heimeran Verlag, München 1965.
- Der Kauz und das Kätzchen. „Ins Deutsche geschmuggelt“ [sic] von Hans Magnus Enzensberger. In: Edward Lears kompletter Nonsens: Limericks, Lieder, Balladen und Geschichten. Insel, Frankfurt am Main 1977.
- Eulerich und Miezekatz. Übersetzt von Josef Guggenmos, mit Illustrationen von Gwen Fulton. Sauerländer, Aarau und Frankfurt am Main 1978, ISBN 3-7941-1662-3.

### Sekundärliteratur
- Kay Harel: A Natural History of “The Owl and the Pussycat”. In: Southwest Review 100:4, 2015, S. 481–492. (Text online auf der Website poems.com)
- Hugh Haughton: Edward Lear and ‘The Fiddlediddlety of Representation’. In: Matthew Bevis (Hrsg.): The Oxford Handbook of Victorian Poetry. Oxford University Press, Oxford und New York 2013, S. 351–369, ISBN 978-0-19-957646-3.
- Augustus A. Imholtz, Jr.: The Owl and the Panther: Lewis Carroll’s Parody of Edward Lear’s The Owl and the Pussy Cat. In: Jabberwocky: The Journal of the Lewis Carroll Society 12:3, 1983, S. 62–65.
- Daniel Karlin: ‘The Owl and the Pussy-Cat’, and other Poems of Love and Marriage. In: Matthew Bevis und James Williams (Hrsg.): Edward Lear and the Play of Poetry. Oxford University Press, Oxford 2016, S. 202–222, ISBN 978-0-19-870856-8.